# Distrito de Portalegre
O distrito de Portalegre é um distrito português, localizado no centro-leste do país. Limita a norte com o distrito de Castelo Branco, a leste com a Espanha, a sul com o distrito de Évora e a oeste com o de Santarém. O distrito toma o nome da cidade de Portalegre, que lhe foi sede.
Tem uma área total de 6 065 km², sendo o 6.° distrito com a maior área de todos os distritos nacionais. Em 2022 registou uma população de 104 121 habitantes, sendo o distrito com menos população do país. Tem uma densidade populacional de 17 habitantes por km², que se dividem em 15 municípios e em 69 freguesias.
À data da criação dos distritos (1835), o município de Olivença já se achava administrado por Espanha (apesar de constituir território português, segundo o Congresso de Viena), não tendo sido adstrito a nenhum dos distritos portugueses. No entanto, é provável que integrasse, pela proximidade geográfica e cultural, o distrito de Portalegre e não o de Évora.
Na atual divisão principal do país, o distrito integra-se na Região do Alentejo e todos os municípios, pertencem à sub-região do Alto Alentejo. Formam a CIMAA - Comunidade Intermunicipal do Alto Alentejo.
Os principais núcleos urbanos segundo os censos de 2021, são as cidades de Elvas (15 254 habitantes), Portalegre (14 138 habitantes), Ponte de Sor (7 476 habitantes) e a vila de Campo Maior (6 925 habitantes).

## Subdivisões e população
O distrito tem 15 municípios subdivididos em 69 freguesias.
| Município       | Município      | Município        | Município  | Município            | População da capital (2021) |
| Nome            | N.º Freguesias | População (2021) | Área (km²) | Densidade (hab./km²) | População da capital (2021) |
| --------------- | -------------- | ---------------- | ---------- | -------------------- | --------------------------- |
| Alter do Chão   | 4              | 3 044            | 362,07     | 8,41 \|              | 1 965                       |
| Arronches       | 3              | 2 789            | 314,65     | 8,86 \|              | 1 725                       |
| Avis            | 6              | 3 812            | 605,97     | 6,29 \|              | 1 553                       |
| Campo Maior     | 3              | 8 045            | 247,20     | 32,54 \|             | 6 925                       |
| Castelo de Vide | 4              | 3 116            | 264,91     | 11,76 \|             | 2 045                       |
| Crato           | 4              | 3 225            | 398,08     | 8,1 \|               | 1 430                       |
| Elvas           | 7              | 20 753           | 631,29     | 32,87 \|             | 15 254                      |
| Fronteira       | 3              | 2 858            | 248,6      | 11,5 \|              | 1 550                       |
| Gavião          | 4              | 3 394            | 294,59     | 11,52 \|             | 1 168                       |
| Marvão          | 4              | 3 021            | 154,9      | 19,5 \|              | 203                         |
| Monforte        | 4              | 2 992            | 420,25     | 7,12 \|              | 1 216                       |
| Nisa            | 7              | 5 952            | 575,68     | 10,34 \|             | 2 797                       |
| Ponte de Sor    | 5              | 15 249           | 839,71     | 18,16 \|             | 7 476                       |
| Portalegre      | 3              | 22 368           | 447,14     | 50,02 \|             | 14 138                      |
| Sousel          | 4              | 4 360            | 279,32     | 15,61 \|             | 1 666                       |

O distrito de Portalegre é o distrito português menos populoso, segundo os dados do INE de 2021 com 104 989 habitantes. Embora o distrito tenha 15 municípios, tem apenas 3 cidades, sendo os restantes 12 municípios sediados por vilas. Apesar da capital distrital ser Portalegre, a cidade do distrito com mais habitantes é Elvas. No entanto, o município com mais população é o de Portalegre.
| 1864      | 1878    | 1890    | 1900    | 1911    | 1920    | 1930    | 1940    |
| 97 910    | 105 702 | 115 322 | 126 326 | 143 823 | 150 962 | 165 101 | 189 044 |
|           | 8%      | 9,1%    | 9,5%    | 13,9%   | 5%      | 9,4%    | 14,5%   |
| 1950      | 1960    | 1970    | 1981    | 1991    | 2001    | 2011    | 2021    |
| 200 430   | 188 482 | 145 929 | 142 905 | 134 169 | 127 018 | 118 506 | 104 989 |
| 10 231,4% | 6%      | 22,6%   | 2,1%    | 6,1%    | 5,3%    | 6,7%    | 11,4%   |

## Educação

### Agrupamentos de escolas(inclui jardins de infância e escolas de 1.º, 2.º e 3.ºciclos)
- Agrupamento de Escolas de Arronches
- Agrupamento de Escolas de Alter do Chão
- Agrupamento de Escolas de Avis
- Agrupamento de Escolas de Castelo de Vide
- Agrupamento de Escolas do Crato
- Agrupamento de Escolas de Campo Maior
- Agrupamento de Escolas Santa Luzia - Elvas
- Agrupamento de Escolas Adelaide Cabete - Elvas
- Agrupamento de Escolas D. Sancho II - Elvas
- Agrupamento de Escolas de Fronteira
- Agrupamento de Escolas de Gavião
- Agrupamento de Escolas de Marvão
- Agrupamento de Escolas de Monforte
- Agrupamento de Escolas de Nisa
- Agrupamento de Escolas do Bonfim - Portalegre
- Agrupamento de Escolas José Régio - Portalegre
- Agrupamento de Escolas de Ponte de Sor
- Agrupamento de Escolas de Sousel
- Colégio Luso Britânico de Elvas
- Colégio Obra de Santa Zita de Elvas

### Escolas secundárias
- Escola Secundária D. Sancho II de Elvas
- Escola Secundária Mouzinho da Silveira de Portalegre
- Escola Secundária com 3.º Ciclo São Lourenço de Portalegre
- Escola Secundária com 3.º Ciclo de Campo Maior
- Escola Secundária com 3.º Ciclo de Ponte de Sor
- Escola Secundária com 3.º Ciclo Padre José A. Rodrigues de Alter do Chão
- Escola Secundária com 3.º Ciclo Prof. Mendes dos Remédios de Nisa

### Escolas profissionais
- Escola Profissional de Desenvolvimento Rural — Alter do Chão
- Escola Profissional Agostinho Roseta – Crato
- Escola de Hotelaria e Turismo – Portalegre
- Escola Profissional Abreu Callado – Benavila (concelho de Avis)
- Escola de Artes do Norte Alentejano — Conservatório de Portalegre
- Competir — Formação e Serviços SA — Elvas
- Centro de Formação Profissional de Elvas
- Centro de Formação Profissional de Portalegre
- Centro de Formação Profissional de Ponte de Sor

### Escolas superiores
Instituto Politécnico de Portalegre
- Escola Superior de Saúde de Portalegre
- Escola Superior de Tecnologia, Gestão e Design de Portalegre
- Escola Superior de Educação e Ciências Sociais de Portalegre
- Escola Superior de Biociências de Elvas
- Centro Europe Direct do Alto Alentejo em Elvas

Polo de Ensino Superior de Elvas
O Polo de Ensino Superior de Elvas é uma parceria entre a Universidade de Évora, a Universidade Técnica de Lisboa, a Universidade da Estremadura, o Instituto Politécnico de Portalegre e os Municípios de Elvas, Badajoz, Olivença, Campo Maior, Alandroal, Arronches, Borba, Vila Viçosa, Estremoz e Sousel. Este polo iniciou funções no ano letivo 2013/2014 com pós-graduações nas áreas da Regeneração Urbana e Económica. Atua em parceria com o Centro de Pós-Graduação Internacional de Campo Maior.
Universidades seniores
- Universidade Sénior de Alter do Chão
- Universidade Sénior de Avis
- Universidade Sénior de Campo Maior
- Universidade Sénior do Crato
- Universidade Sénior de Elvas
- Universidade Sénior de Monforte
- Universidade Sénior de Marvão
- Universidade Sénior de Nisa
- Universidade Sénior de Gavião
- Universidade Sénior de Portalegre
- Universidade Sénior de Ponte de Sor
- Universidade Sénior de Sousel
- Universidade Sénior de São Vicente (Elvas)
- Universidade Sénior de Barbacena (Elvas)
- Universidade Sénior da Calçadinha (Elvas)
- Universidade Sénior de Santa Eulália (Elvas)
- Universidade Sénior de Varche (Elvas)
- Universidade Sénior de Terrugem (Elvas)

## Saúde
ULSALE - Unidade Local de Saúde do Alto Alentejo, E.P.E.
- Hospital de Santa Luzia de Elvas
- Hospital Dr. José Maria Grande de Portalegre
- Centro de Saúde de Arronches (inclui 2 extensões de saúde locais)
- Centro de Saúde de Alter do Chão (inclui 3 extensões de saúde locais)
- Centro de Saúde de Avis (inclui 4 extensões de saúde locais)
- Centro de Saúde do Crato (inclui 4 extensões de saúde locais)
- Centro de Saúde de Campo Maior (inclui 1 unidade de Saúde Familiar e 1 extensão de saúde local)
- Centro de Saúde de Castelo de Vide (inclui 1 extensão de saúde local)
- Centro de Saúde de Elvas (inclui 2 unidades de Saúde Familiar, 1 unidade de Cuidados na Comunidade e 7 extensões de saúde locais)
- Centro de Saúde de Fronteira (inclui 3 extensões de saúde locais)
- Centro de Saúde de Gavião (inclui 3 extensões de saúde locais)
- Centro de Saúde de Monforte (inclui 3 extensões de saúde locais)
- Centro de Saúde de Marvão (inclui 4 extensões de saúde locais)
- Centro de Saúde de Montargil
- Centro de Saúde de Nisa (inclui 5 extensões de saúde locais)
- Centro de Saúde de Portalegre (inclui 2 unidades de Saúde Familiar e 11 extensões de saúde locais)
- Centro de Saúde de Ponte de Sor (inclui 1 unidade de Urgência Básica e 5 extensões de saúde locais)
- Centro de Saúde de Sousel (inclui 3 extensões de saúde locais)

Centro Humanitário da Cruz Vermelha Portuguesa em Elvas
- Unidade de Cuidados Paliativos
- Unidade de Cuidados Continuados
- Unidade de Fisioterapia e Reabilitação
- Clínica de Hemodiálise
- Residência Sénior
- Delegação de Elvas da Cruz Vermelha Portuguesa
- Rede Local de Intervenção Social

## Corpos policiais

#### PSP (Polícia de Segurança Pública)
- Comando Distrital da PSP de Portalegre: inclui a Esquadra da PSP, Esquadra de Trânsito, Esquadra de Investigação Criminal, Esquadra de Intervenção e Fiscalização.
- Divisão Policial da PSP de Elvas: inclui a Esquadra da PSP, Esquadra de Trânsito, Esquadra de Investigação Criminal, Esquadra de Intervenção e Fiscalização.

#### GNR (Guarda Nacional Republicana)
- Comando Territorial da GNR de Portalegre: Inclui o Destacamento de Trânsito de Portalegre, o Destacamento de Intervenção Rápida e a SEPNA - Serviços de Proteção da Natureza e Ambiente.
- Destacamento Territorial da GNR de Portalegre: inclui os postos territoriais de Alter do Chão, Cabeço de Vide, Crato, Fronteira e Gáfete.
- Destacamento Territorial da GNR de Elvas: inclui o Posto de Trânsito de Elvas, os Serviços SEPNA de Elvas, a Equipa de Intervenção Rápida de Elvas e os Postos Territoriais de Elvas, Arronches, Campo Maior, Monforte, Santa Eulália e Vila Boim.
- Destacamento Territorial da GNR de Ponte de Sor: inclui os postos territoriais da GNR de Ponte de Sor, Avis, Casa Branca, Galveias, Montargil e Sousel.
- Destacamento Territorial da GNR de Nisa: inclui os postos territoriais de Alpalhão, Castelo de Vide, Gavião, Marvão e Santo António das Areias.
- Centro de Formação da Guarda Nacional Republicana em Portalegre

### SEF (Serviço de Estrangeiros e Fronteiras)
- Serviço de Estrangeiros e Fronteiras, delegação de Portalegre
- Serviço de Estrangeiros e Fronteiras, delegação de Elvas
- Serviço de Estrangeiros e Fronteiras, UAP - Unidade de Apoio ao Centro de Cooperação Policial e Aduaneira do Caia (Elvas)

### Centro de cooperação policial e aduaneira da fronteira doCaiaem Elvas
Inclui equipas da PSP, GNR, Guardia Civil de Espanha e Policia Judiciária.

## Poder judicial
O Distrito de Portalegre integra juntamente com os distritos de Évora, Faro, Santarém, Beja e Setúbal a área de competência territorial do Tribunal da Relação de Évora. Desde a reforma judiciária de 2014, os distritos passaram a corresponder aos tribunais judiciais de comarca (com exceção dos distritos de Lisboa e Porto, que se dividem em mais de uma comarca), sendo que o Tribunal Judicial da Comarca de Portalegre integra os seguintes juízos:

#### Comarca de Portalegre
Juízos de competência especializada
- Juízo central cível de Portalegre
- Juízo central criminal de Portalegre
- Juízo local cível de Portalegre
- Juízo local criminal de Portalegre
- Juízo do trabalho de Portalegre
- Juízo local cível de Elvas
- Juízo local criminal de Elvas

Juízos de competência genérica
- Juízo de competência genérica de Fronteira
- Juízo de competência genérica de Nisa
- Juízo de competência genérica de Ponte de Sor

Juízos de proximidade
- Juízo de proximidade de Avis
- Juízo de proximidade de Castelo de Vide

## Eventos
Em todos os municípios do distrito de Portalegre existem diversos eventos ao longo do ano desde exposições, feiras gastronómicas ou temáticas, festas populares de verão, entre outras. Os principais eventos são:
- Feira de São Mateus em Elvas
- Festival do Crato em Crato
- Carnaval Internacional de Elvas
- Festas do Povo em Campo Maior
- Festival Medieval de Elvas
- Festival Medieval de Castelo de Vide
- Feira Medieval de Avis
- Feira das Cebolas em Portalegre
- Feira das Atividades Económicas em Arronches
- Feira da Castanha em Marvão
- Festival Raya em Campo Maior
- Festival da Juventude e Académico de Elvas
- Festival Al Mossassa em Marvão
- Festas da Cidade em Portalegre
- Festas da Cidade em Ponte de Sor
- Feira de Artesanato e Gastronomia de Gavião
- Nisa em Festa em Nisa
- Feira de São Marcos em Alter do Chão
- Elvas Cidade Natal em Elvas

## Política

### Autarquias locais
O Distrito de Portalegre conta com 15 câmaras municipais sendo estas lideradas pelos seguintes partidos, coligações ou movimentos desde as eleições autárquicas de 26 de setembro de 2021:
- Alter do Chão (PPD-PSD/CDS-PP)
- Arronches (PPD-PSD)
- Avis (CDU)
- Campo Maior (PS)
- Castelo de Vide (PPD-PSD)
- Crato (PS)
- Elvas (grupo de cidadãos eleitores)
- Fronteira (PPD-PSD)
- Gavião (PS)
- Marvão (PPD-PSD/CDS-PP)
- Monforte (CDU)
- Nisa (PS)
- Ponte de Sor (PS)
- Portalegre (PPD-PSD/CDS-PP)
- Sousel (PS)

### Eleições autárquicas[8]
Abaixo encontra-se uma tabela com o partido pelo qual foram eleitos os presidentes das 15 câmaras do distrito de Portalegre desde 1976. Nota-se um distrito que, apesar de uma inicial clara predominância do PS, que chegou a ter simultaneamente 12 das 15 câmaras, agora é muito mais heterogéneo, sendo que atualmente o PSD (sozinho ou coligado com o CDS) tem o mesmo número de autarquias que o PS. Por fim, destaca-se a existência de dois bastiões, um do PS em Gavião, e o outro da CDU em Avis.
| Data | Alter do Chão | Alter do Chão | Arronches | Arronches | Avis | Avis | Campo Maior | Campo Maior | Castelo de Vide | Castelo de Vide | Crato | Crato | Elvas | Elvas | Fronteira | Fronteira | Gavião | Gavião | Marvão  | Marvão | Monforte | Monforte | Nisa | Nisa | Ponte de Sor | Ponte de Sor | Portalegre | Portalegre | Sousel | Sousel |
| ---- | ------------- | ------------- | --------- | --------- | ---- | ---- | ----------- | ----------- | --------------- | --------------- | ----- | ----- | ----- | ----- | --------- | --------- | ------ | ------ | ------- | ------ | -------- | -------- | ---- | ---- | ------------ | ------------ | ---------- | ---------- | ------ | ------ |
| 1976 |               | PS            |           | PS        |      | APU  |             | PS          |                 | PS              |       | PS    |       | PS    |           | PS        |        | PS     |         | PS     |          | PS       |      | PS   |              | FEPU         |            | PS         |        | FEPU   |
| 1979 |               | PS            | PSD       | PS        |      | APU  | APU         | PS          |                 | PS              | AD    | PS    |       | PSD   |           | PS        |        | PS     |         | PS     |          | PS       |      | PS   |              |              |            |            |        |        |
| 1982 |               | PS            | APU       | PS        |      | APU  | APU         | PS          | APU             | PS              |       | PS    | PS    | PSD   |           | PS        |        | PS     |         | PS     |          | PS       |      |      |              |              |            |            |        |        |
| 1985 |               | PS            | PSD       | PS        |      | APU  | APU         | PS          | APU             | PS              | PSD   | PS    | PS    | PSD   |           | PSD       |        | PS     |         |        |          | PS       |      |      |              |              |            |            |        |        |
| 1989 |               | PS            | PSD       | PS        | CDU  |      | CDU         | PS          |                 | PS              | CDU   | PS    |       | PSD   | CDU       | PSD       |        | PS     | PSD     |        |          | PS       |      |      |              |              |            |            |        |        |
| 1993 |               | PSD           |           | PS        | CDU  | CDU  |             | PS          | PS              | PS              | CDU   |       | PSD   | PSD   |           | PSD       | PS     | PS     | PSD     |        |          | PS       |      |      |              |              |            |            |        |        |
| 1997 |               | PSD           | PS        | PS        | CDU  |      | PS          | PS          | PS              | PS              | CDU   |       | PSD   | CDU   |           | PS        | PS     | PS     |         | PS     |          |          |      |      |              |              |            |            |        |        |
| 2001 |               | PSD           | PS        | PS        | CDU  | PSD  | PS          | PS          | PS              |                 | CDU   | PSD   | PSD   | CDU   |           | PSD       | PS     | PS     |         |        |          |          |      |      |              |              |            |            |        |        |
| 2005 |               | PSD-CDS       | PS        | PS        | CDU  | PSD  |             | PS          | PS              | PSD             | CDU   | PSD   | PSD   | CDU   |           | PSD       | PS     | PS     |         |        |          |          |      |      |              |              |            |            |        |        |
| 2009 |               | PSD           |           | PSD       | CDU  | PSD  |             | PS          | PS              | PSD             | CDU   | PSD   | PSD   | CDU   |           | PSD       | PS     | PS     | PS      |        |          |          |      |      |              |              |            |            |        |        |
| 2013 |               | PSD           | PS        | PSD       | CDU  | PSD  |             | PS          | PS              | PSD             | CDU   |       | PSD   | PS    |           | PSD       | PS     | PS     | IND     |        |          |          |      |      |              |              |            |            |        |        |
| 2017 |               | PS            | PS        | PSD       | CDU  | PSD  |             | PS          | PS              | PSD             | CDU   | PS    | PSD   | PS    |           |           | PS     | PS     | IND     |        |          |          |      |      |              |              |            |            |        |        |
| 2021 |               | PSD-CDS       | PS        | PSD       | CDU  | PSD  |             | PS          | IND             |                 | CDU   | PS    | PSD   | PS    | PSD-CDS   |           | PS     | PS     | PSD-CDS |        |          |          |      |      |              |              |            |            |        |        |

Legenda dos principais partidos:
- FEPU — Frente Eleitoral Povo Unido
- APU — Aliança Povo Unido
- CDU — Coligação Democrática Unitária
- PS — Partido Socialista
- PSD — Partido Social Democrata
- AD — AD
- PSD-CDS - Coligação Partido Social Democrata - Centro Democrático Social
- IND — Grupo de cidadãos eleitores

### Eleições legislativas
| Ano  | %    | D   | %           | D           | %       | D       | %       | D       | %      | D      | %   | D   | %    | D  | %    | D   | %    | D   | %   | D   | %    | D    | %   | D   | %       | D       | % | D | %  | D  | %  | D  |
| Ano  | PS   | PS  | PCP/APU/CDU | PCP/APU/CDU | PPD/PSD | PPD/PSD | MDP/CDE | MDP/CDE | CDS-PP | CDS-PP | UDP | UDP | AD   | AD | FRS  | FRS | PRD  | PRD | PSN | PSN | B.E. | B.E. | PAN | PAN | PSD CDS | PSD CDS | L | L | CH | CH | IL | IL |
| ---- | ---- | --- | ----------- | ----------- | ------- | ------- | ------- | ------- | ------ | ------ | --- | --- | ---- | -- | ---- | --- | ---- | --- | --- | --- | ---- | ---- | --- | --- | ------- | ------- | - | - | -- | -- | -- | -- |
| 1975 | 52,4 | 3   | 17,5        | 1           | 9,9     | –       | 4,5     | –       | 4,0    | –      | 1,2 | –   |      |    |      |     |      |     |     |     |      |      |     |     |         |         |   |   |    |    |    |    |
| 1976 | 42,0 | 3   | 22,0        | 1           | 10,1    | –       |         |         | 13,9   | –      | 1,0 | –   |      |    |      |     |      |     |     |     |      |      |     |     |         |         |   |   |    |    |    |    |
| 1979 | 29,7 | 1   | 29,3        | 1           | AD      | AD      | APU     | APU     | AD     | AD     | 1,7 | –   | 32,0 | 2  |      |     |      |     |     |     |      |      |     |     |         |         |   |   |    |    |    |    |
| 1980 | FRS  | FRS | 26,2        | 1           | AD      | AD      | APU     | APU     | AD     | AD     | 0,7 | –   | 33,4 | 2  | 32,4 | 1   |      |     |     |     |      |      |     |     |         |         |   |   |    |    |    |    |
| 1983 | 38,6 | 2   | 28,0        | 1           | 19,5    | 1       | APU     | APU     | 7,8    | –      | 0,6 | –   |      |    |      |     |      |     |     |     |      |      |     |     |         |         |   |   |    |    |    |    |
| 1985 | 23,7 | 1   | 25,1        | 1           | 20,9    | 1       | APU     | APU     | 4,9    | –      | 1,0 | –   | 18,8 | –  |      |     |      |     |     |     |      |      |     |     |         |         |   |   |    |    |    |    |
| 1987 | 25,2 | 1   | 20,8        | 1           | 37,4    | 1       | 0,7     | –       | 3,1    | –      | 0,7 | –   | 6,3  | –  |      |     |      |     |     |     |      |      |     |     |         |         |   |   |    |    |    |    |
| 1991 | 33,5 | 1   | 15,2        | –           | 38,9    | 2       |         |         | 3,3    | –      | –   | –   | 1,0  | –  | 1,8  | –   |      |     |     |     |      |      |     |     |         |         |   |   |    |    |    |    |
| 1995 | 50,5 | 2   | 14,0        | –           | 23,4    | 1       | 6,3     | –       | 0,8    | –      |     |     | 0,4  | –  |      |     |      |     |     |     |      |      |     |     |         |         |   |   |    |    |    |    |
| 1999 | 51,3 | 2   | 15,1        | –           | 22,6    | 1       | 5,9     | –       |        |        | 0,2 | –   | 1,2  | –  |      |     |      |     |     |     |      |      |     |     |         |         |   |   |    |    |    |    |
| 2002 | 45,3 | 2   | 12,4        | –           | 30,6    | 1       | 6,5     | –       |        |        | 1,6 | –   |      |    |      |     |      |     |     |     |      |      |     |     |         |         |   |   |    |    |    |    |
| 2005 | 54,8 | 2   | 12,1        | –           | 20,3    | –       | 4,2     | –       | 4,6    | –      |     |     |      |    |      |     |      |     |     |     |      |      |     |     |         |         |   |   |    |    |    |    |
| 2009 | 38,3 | 1   | 12,9        | –           | 23,8    | 1       | 8,0     | –       | 10,8   | –      |     |     |      |    |      |     |      |     |     |     |      |      |     |     |         |         |   |   |    |    |    |    |
| 2011 | 32,4 | 1   | 12,8        | –           | 32,5    | 1       | 10,1    | –       | 4,5    | –      | 0,5 | –   |      |    |      |     |      |     |     |     |      |      |     |     |         |         |   |   |    |    |    |    |
| 2015 | 42,4 | 1   | 12,2        | –           | CDS     | CDS     | PSD     | PSD     | 9,2    | –      | 0,8 | –   | 27,6 | 1  | 0,3  | –   |      |     |     |     |      |      |     |     |         |         |   |   |    |    |    |    |
| 2019 | 44,6 | 2   | 10,6        | –           | 20,1    | –       | 3,8     | –       | 8,1    | –      | 1,7 | –   |      |    | 0,6  | –   | 2,7  | –   | 0,5 | –   |      |      |     |     |         |         |   |   |    |    |    |    |
| 2022 | 47,2 | 2   | 7,6         | –           | 23,2    | –       | 1,2     | –       | 2,9    | –      | 0,6 | –   | 0,6  | –  | 11,5 | –   | 2,1  | –   |     |     |      |      |     |     |         |         |   |   |    |    |    |    |
| 2024 | 34,1 | 1   | 5,9         | –           | AD      | AD      | AD      | AD      | 23,3   | –      | 3,1 | –   | 0,8  | –  | 1,4  | –   | 24,6 | 1   | 1,9 | –   |      |      |     |     |         |         |   |   |    |    |    |    |
| 2025 | 28,0 | 1   | 5,2         | –           | AD      | AD      | AD      | AD      | 26,8   | –      | 1,3 | –   | 0,7  | –  | 1,7  | –   | 29,9 | 1   | 1,9 | –   |      |      |     |     |         |         |   |   |    |    |    |    |

### Deputados eleitos pelo Distrito de Portalegre
| Eleição | Deputados                   | Deputados                   | Deputados                       | Deputados                   | Deputados                 | Deputados                           | Deputados | Deputados                 |
| ------- | --------------------------- | --------------------------- | ------------------------------- | --------------------------- | ------------------------- | ----------------------------------- | --------- | ------------------------- |
| 1975    |                             | Júlio Miranda Calha (PS)    |                                 | Domingos Pires Pereira (PS) |                           | António José Pinheiro da Silva (PS) |           | António Gervásio (PCP)    |
| 1976    | Luís Pereira de Moura (PS)  | Júlio Miranda Calha (PS)    | Nicolau Dias Ferreira (PCP)     |                             |                           | António José Pinheiro da Silva (PS) |           |                           |
| 1979    |                             | José Manuel Casqueiro (PSD) |                                 | João Malato Correia (PSD)   | Júlio Miranda Calha (PS)  | Joaquim Miranda (PCP)               |           |                           |
| 1980    | José Manuel Barradas (PSD)  | José Manuel Casqueiro (PSD) |                                 |                             | Júlio Miranda Calha (PS)  | Joaquim Miranda (PCP)               |           |                           |
| 1983    |                             | Júlio Miranda Calha (PS)    |                                 | Gil da Conceição Romão (PS) |                           | Joaquim Miranda (PCP)               |           | João Malato Correia (PSD) |
| 1985    |                             | Joaquim Miranda (PCP)       | Júlio Miranda Calha (PS)        |                             | João Malato Correia (PSD) |                                     |           |                           |
| 1987    |                             | João Maçãs (PSD)            | Júlio Miranda Calha (PS)        |                             | Diamantino Dias (PCP)     |                                     |           |                           |
| 1991    |                             | João Maçãs (PSD)            | Maria Conceição Rodrigues (PSD) |                             | Júlio Miranda Calha (PS)  |                                     |           |                           |
| 1995    |                             | Júlio Miranda Calha (PS)    |                                 | Francisco Camilo (PS)       |                           | Artur Torres Pereira (PSD)          |           |                           |
| 1999    | João Galinha Barreto (PS)   | Júlio Miranda Calha (PS)    | João Maçãs (PSD)                |                             |                           |                                     |           |                           |
| 2002    | Zelinda Marouço Semedo (PS) | Júlio Miranda Calha (PS)    | Leonor Beleza (PSD)             |                             |                           |                                     |           |                           |
| 2005    | António Ceia da Silva (PS)  | Júlio Miranda Calha (PS)    |                                 |                             |                           |                                     |           |                           |
| 2009    |                             | Júlio Miranda Calha (PS)    | Cristóvão Crespo (PSD)          |                             |                           |                                     |           |                           |
| 2011    |                             | Cristóvão Crespo (PSD)      |                                 | Pedro Marques (PS)          |                           |                                     |           |                           |
| 2015    |                             | Luís Moreira Testa (PS)     |                                 | Cristóvão Crespo (PSD)      |                           |                                     |           |                           |
| 2019    |                             | Luís Moreira Testa (PS)     | Ricardo Pinheiro (PS)           |                             |                           |                                     |           |                           |
| 2022    | Ricardo Pinheiro (PS)       | Eduardo Oliveira Alves (PS) |                                 |                             |                           |                                     |           |                           |
| 2024    | Ricardo Pinheiro (PS)       |                             | Henrique de Freitas (CH)        |                             |                           |                                     |           |                           |
| 2025    |                             | João Aleixo (CH)            |                                 | Luís Moreira Testa (PS)     |                           |                                     |           |                           |